# Konzerthaus Ravensburg

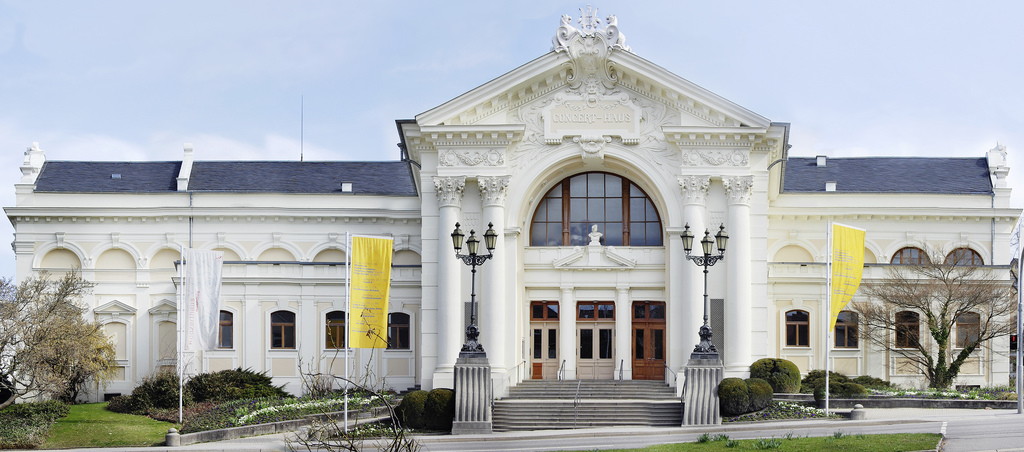
Konzerthaus Ravensburg

Das Konzerthaus Ravensburg ist ein 1897 eröffnetes Theater- und Konzertgebäude in Ravensburg, das hauptsächlich für Theatergastspiele, Konzerte und Kongresse genutzt wird. Es ist mit 574 Plätzen das größte Theater in der Stadt. Das durch Stiftungen des Unternehmers Julius Spohn und anderer Bürger finanzierte Bauwerk wurde vom renommierten Wiener Architekturbüro Fellner & Helmer im Stil des Historismus errichtet und präsentiert sich noch heute weitgehend im Zustand der Bauzeit. Das Konzerthaus ist das einzige erhaltene historische Theatergebäude im württembergischen Oberschwaben und steht mitsamt seinem erhaltenen Bestand an historischen Bühnenbildern seit 1988 unter Denkmalschutz.

## Baubeschreibung

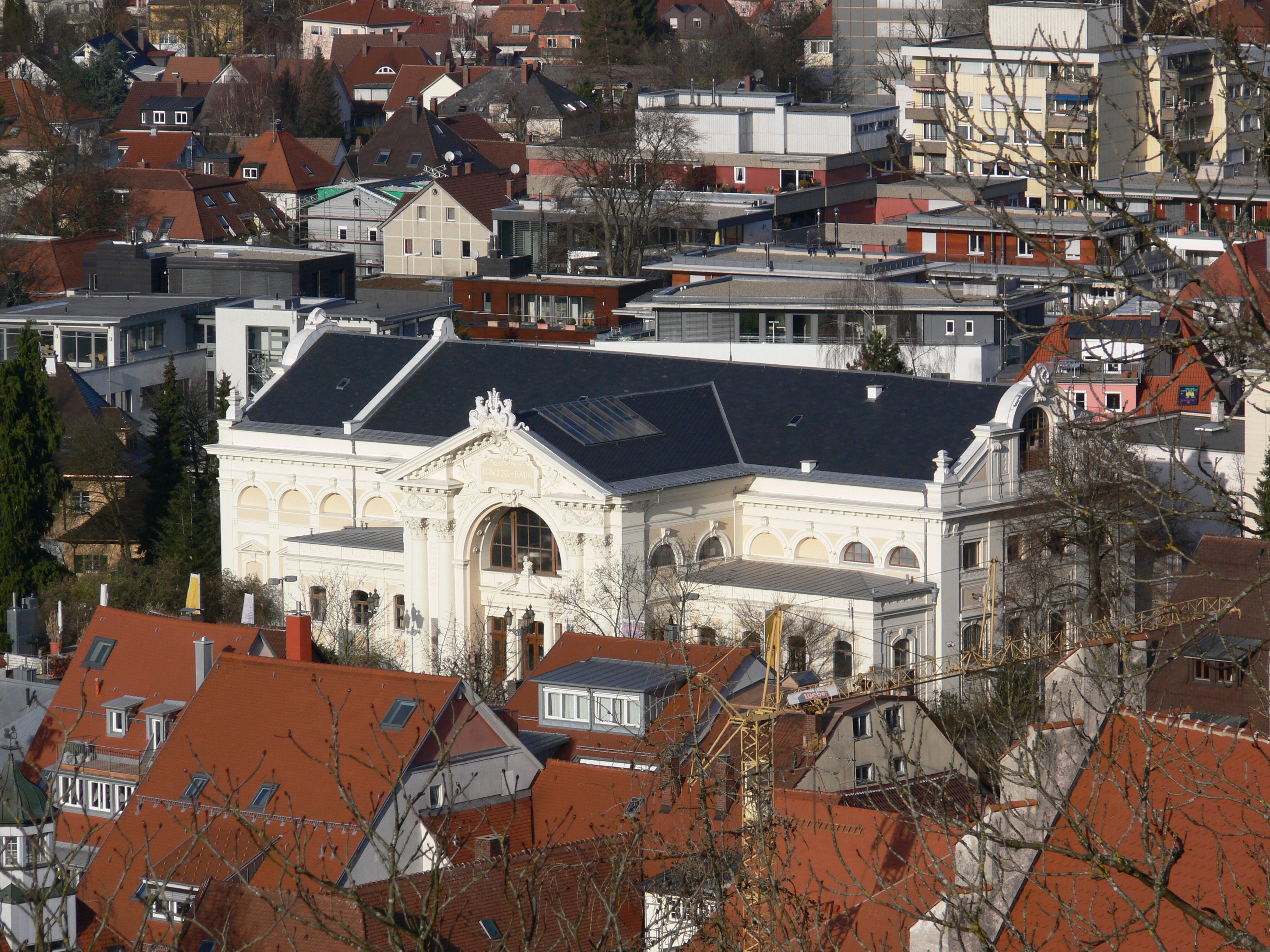
Konzerthaus Ravensburg (Blick von der Veitsburg)

Das Konzerthaus liegt an der Wilhelmstraße, dem nördlichen Teil des unvollständigen Straßenrings um die mittelalterliche Altstadt, und bildet mit den benachbarten Schulgebäuden von 1882 ein historistisches Ensemble. Das langgezogene Gebäude hat einen basilikaartigen Querschnitt: Ein höherer Mittelteil mit dem Theatersaal und dem Bühnenhaus wird von niedrigeren Seitentrakten mit Foyers und Garderoben flankiert, aus denen nur der südliche „Vestibülbau“ mit dem Haupteingang hervorragt.
Die Zuschauer betreten das Haus über eine mit einer Treppe kombinierte Auffahrt an der Wilhelmstraße, die mit zwei gusseisernen Laternen geschmückt ist. Die Fassade an der Längsseite des Gebäudes vereint als Beispiel des historistischen Eklektizismus der Entstehungszeit Stilelemente der Renaissance, des Barock und des Klassizismus. Dominierendes Element ist der Vestibülbau mit seinem monumentalen Dreiecksgiebel und vier Halbsäulen mit korinthischen Kapitellen. Der unter dem Dreiecksgiebel liegende Rundbogen war ursprünglich mit einem von innen beleuchtbaren Glasbild des Wiener Glasmalers Lenz geschmückt, das nicht erhalten ist. Zum erhaltenen Fassadenschmuck gehören eine Apoll-Büste, die Inschrift „Concert-Haus“, ein Löwenkopf und die Giebelspitze mit dem Ravensburger Stadtwappen und einer Lyra. Auch die weniger repräsentative Westfassade, dominiert von der großen Tür zur Anlieferung von Bühnenbildern, weist einigen Bauschmuck auf.
In der Eingangshalle finden sich Gedenktafeln für die Stifter und die am Bau beteiligten Unternehmen sowie eine Bronzetafel mit dem Relief des Stifters Julius Spohn von 1911. Die Bodenfliesen in der Eingangshalle stammen noch von 1897.
Der Theatersaal misst 22,5 × 15 × 9,5 m und ist im Stil des Neorokoko gehalten. Er verfügt über 574 Sitzplätze, davon 172 auf der von Pfeilern gehaltenen umlaufenden Empore. Der Stuck mit floralen und musikalischen Motiven wurde von der Gipsfabrik Crailsheim geliefert, die Vergoldung und die Bemalung stammt vom Wiener Hoflieferanten Joseph Kott. Der Proszeniumsbogen enthält links und rechts je eine von außen reich verzierte, von der Empore zugängliche Loge sowie je eine niedrigere, etwas schlichtere Loge, die vom Parkett aus zugänglich ist. An den Wänden über der Empore finden sich Plaketten mit den Namen deutscher und österreichischer klassischer Komponisten.
Neben dem großen Theatersaal gibt es im Konzerthaus östlich anschließend einen kleinen Saal für Veranstaltungen bis 100 Personen, der zum großen Saal hin geöffnet werden kann und ansonsten hauptsächlich als Pausenfoyer genutzt wird. Über dem Kleinen Saal liegt der „Liederkranzsaal“, der Probensaal des Oratorienchors Liederkranz Ravensburg.

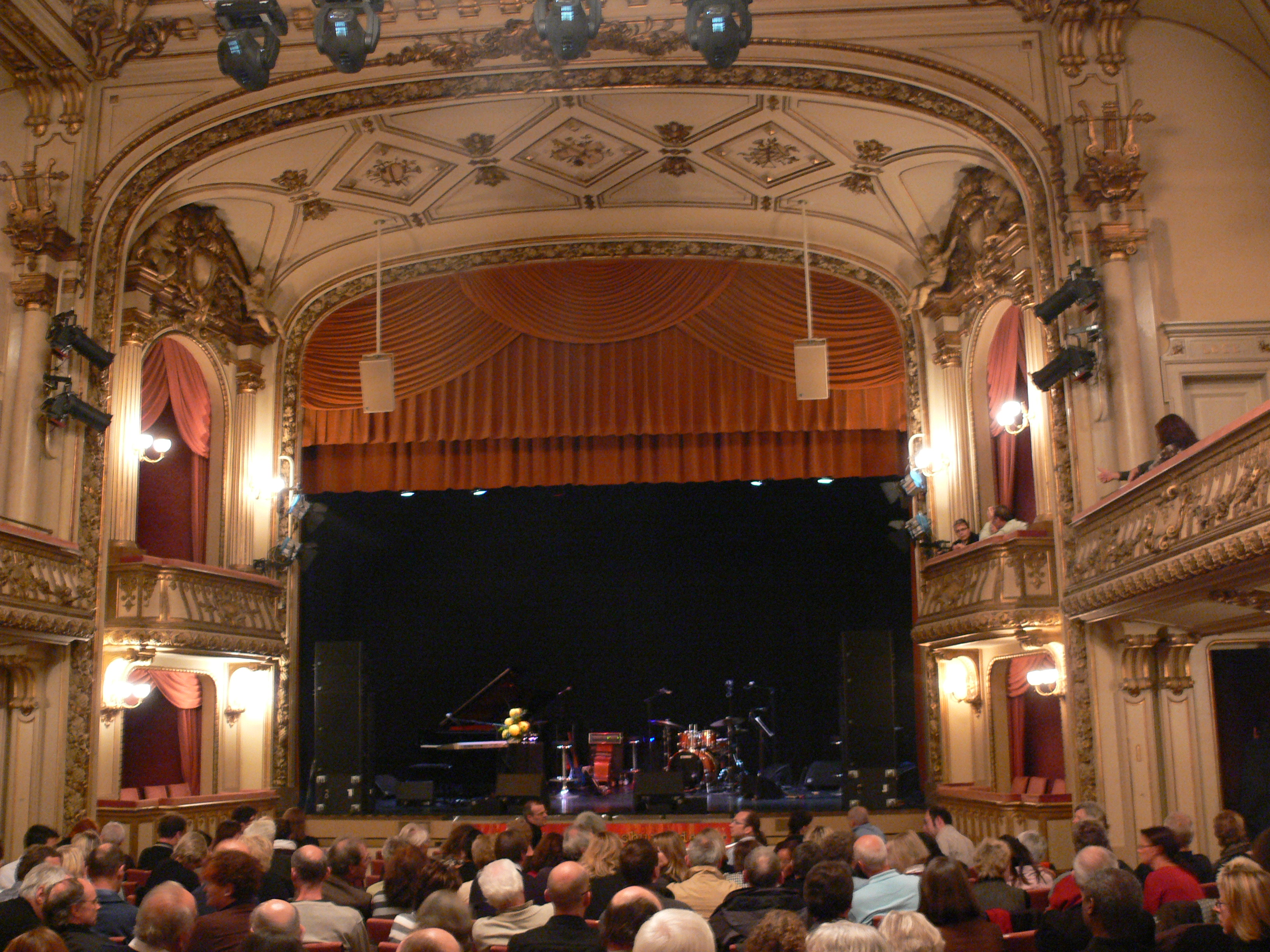
Großer Saal, Blick zur Bühne
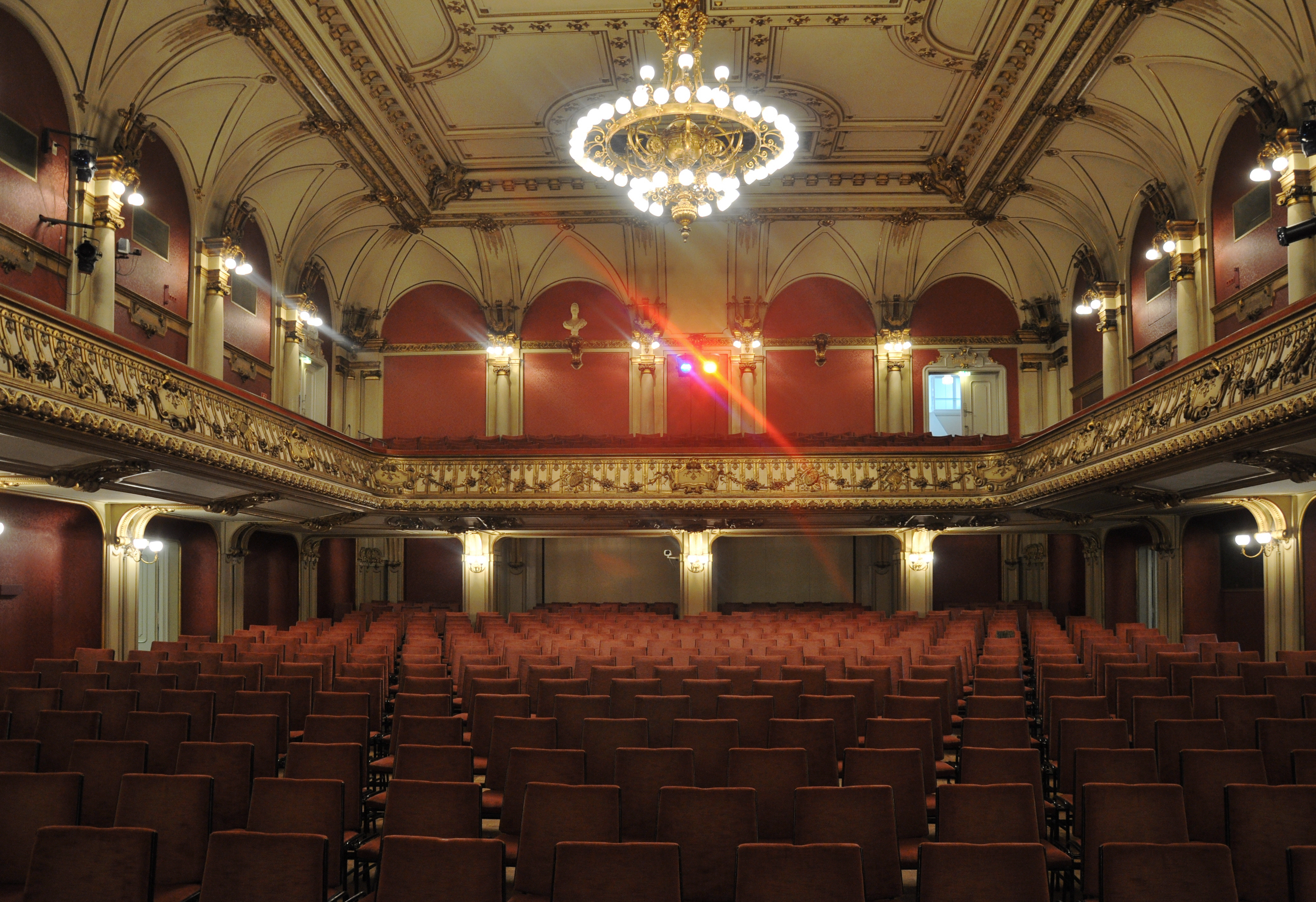
Großer Saal, Blick in den Zuschauerraum
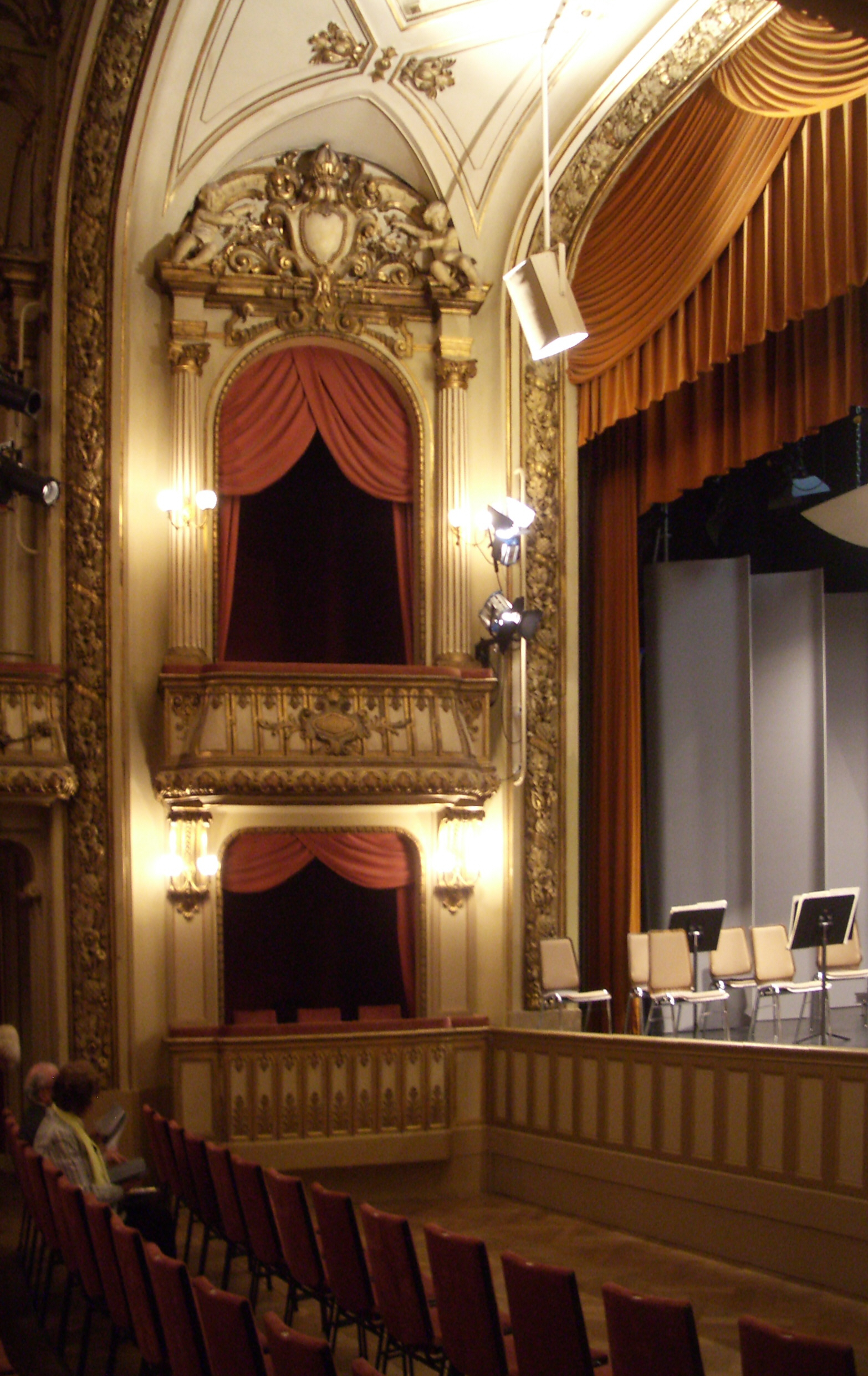
Großer Saal, Proszeniumslogen
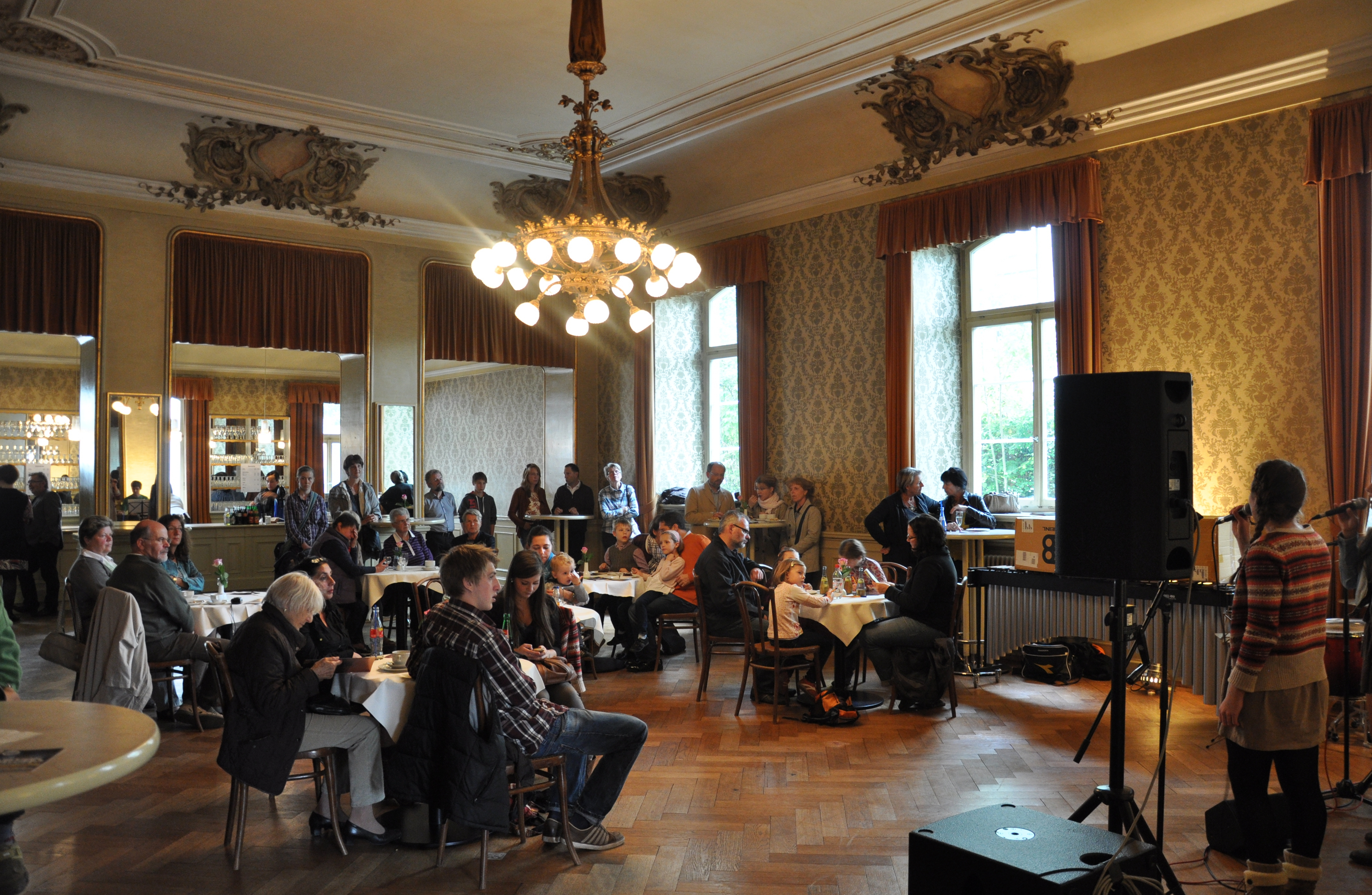
Kleiner Saal

## Baugeschichte

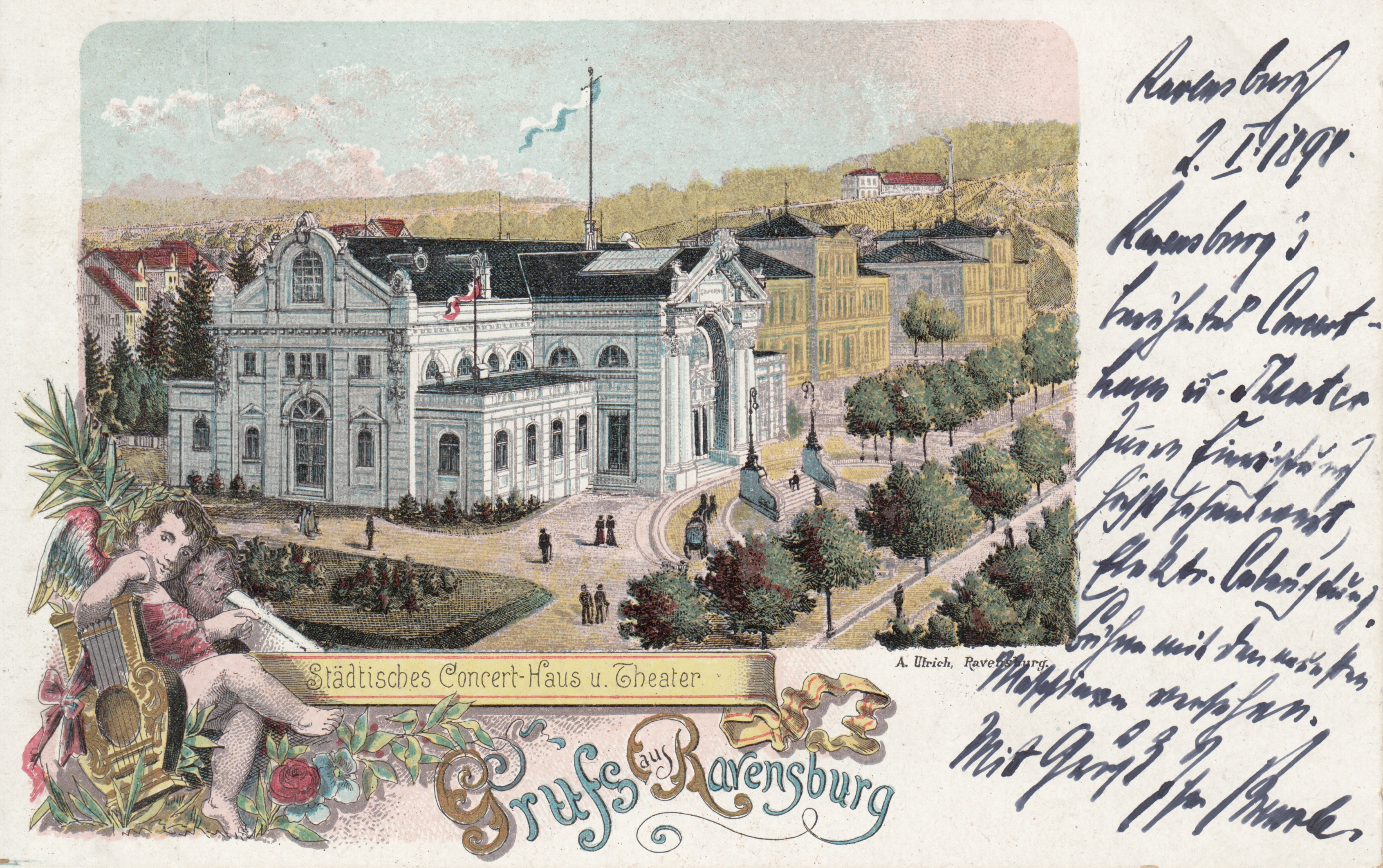
Ansichtskarte vor der Erweiterung 1899

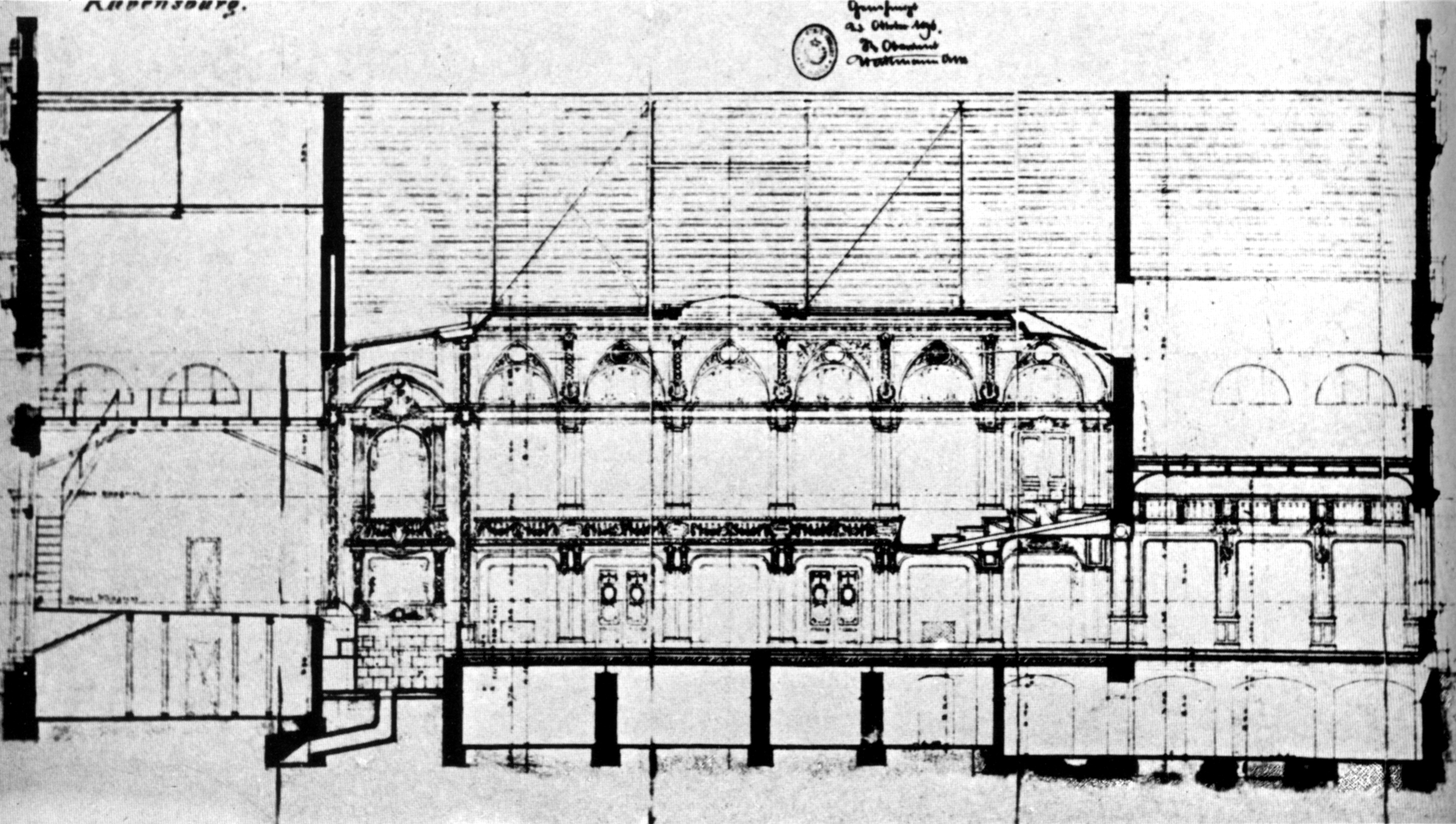
Schnitt vor der Erweiterung 1899

1881 wurde das „Alte Theater“, das Obergeschoss des Renaissancebauwerks „Brotlaube“ am Ravensburger Gespinstmarkt, geschlossen, da durch fehlende Rettungswege die Sicherheit von Zuschauern und Mitwirkenden nicht mehr sichergestellt werden konnte. Einer der im 19. Jahrhundert aufgrund der Beleuchtungstechnik häufigen Theaterbrände hätte auch den Rest der Altstadt stark in Mitleidenschaft gezogen, da die Brotlaube kein freistehendes Gebäude ist.
Theateraufführungen fanden daraufhin in der Turnhalle an der Kuppelnau statt. Der Unternehmer und spätere Ehrenbürger Julius Spohn stiftete bereits 1881 mit seinem Bruder Georg Spohn 20.000 Mark als Grundstock für die Errichtung eines Theaters, mit der Auflage, dass die Stadt innerhalb von 15 Jahren mit dem Bau beginnen müsse. Erst in den 1890er Jahren wurden die Planungen zum Neubau konkreter. Spohn und andere Ravensburger Bürger gegründeten die Saalbauverein AG und versahen sie mit Kapital. Ein zunächst favorisierter Entwurf eines Stuttgarter Architekten wurde aufgegeben, nachdem bekannt wurde, dass dieser keinerlei Erfahrung im Theaterbau hatte und in Stuttgart selbst völlig unbekannt war. Da die Zeit drängte, übernahm Spohn wiederum die Initiative und bestellte 1895 einen Entwurf beim Wiener Büro Fellner & Helmer, das in Mitteleuropa als führend im Theaterbau galt. Architekt Ferdinand Fellner d. J. lieferte den Entwurf, der 1896–1897 schließlich ausgeführt wurde. Julius Spohn trug letztlich etwa zwei Drittel der Gesamtkosten von etwa 300.000 Mark. Um Platz für den Neubau zu gewinnen, wurde der mittelalterliche Raueneggtorkel an der Wilhelmstraße abgerissen.
Da das Haus keine Hinterbühne besaß und sich daher bald als zu klein für Theateraufführungen erwies, finanzierte Spohn 1899 durch eine erneute Stiftung eine Erweiterung des Bühnenhauses um zwei Joche, wiederum nach Plänen von Fellner.
In den 1960er Jahren gab es Pläne, das bis dahin nie sanierte Konzerthaus umzubauen oder ganz abzureißen. Nach Bürgerprotesten wurde das Haus aber 1968 nach den ursprünglichen Plänen renoviert. Die ursprünglich vorhandenen Lünettenfenster im oberen Teil des Zuschauerraums, die Tageslicht einließen, wurden im Zuge dieser Renovierung zugemauert. Die originale Bestuhlung mit Thonet-Bugholzstühlen wurde durch eine moderne Bestuhlung ersetzt. Ansonsten präsentiert sich der neubarocke Zuschauerraum noch heute im Aussehen der Entstehungszeit.
1973 ließ die Stadtverwaltung die Alleebäume der Wilhelmstraße, einem Abschnitt der B 32, für eine Straßenverbreiterung fällen. Diese als „Nacht- und Nebelaktion“ kritisierte Maßnahme löste lautstarken Bürgerprotest aus. Auch die großzügige Auffahrt und Treppenanlage des Konzerthauses sollte damals abgerissen werden, was durch Bürger mit Protestaktionen und Nachtwachen verhindert wurde. Aus dem Umfeld dieser Aktionen entwickelte sich das Bürgerforum Altstadt, das seither die behutsame und denkmalgerechte Sanierung der Ravensburger Bausubstanz fördert.
1980 und 2000 wurde das Äußere des Konzerthauses erneut renoviert, die Bühnentechnik wurde immer wieder den Erfordernissen des modernen Theaterbetriebs angepasst.

## Nutzung

### Historische Nutzung
Am 14. November 1897 wurde das Haus feierlich eingeweiht. Um 11 Uhr zogen Stadtrat, Spender, Ehrengäste und die am Bau beteiligten Handwerker in einem Festzug vom Rathaus zum Konzerthaus. Dort überreichte der aus Wien angereiste Architekt Ferdinand Fellner die Schlüssel an den Ravensburger Stadtschultheißen Martin Springer. Der Mäzen Julius Spohn erhielt die Ehrenbürgerwürde der Stadt. Im Theatersaal sang der Liederkranz Ravensburg den Einzug der Sänger aus Wagners Tannhäuser, danach führten Mitglieder des Ravensburger Museum-Vereins das Festspiel Die Musen auf. Ein Festessen und ein großes abendliches Bankett schlossen den Tag ab. Als erste reguläre Vorstellung im Konzerthaus wurde am nächsten Abend das Schauspiel Der Zunftmeister von Nürnberg von Oskar von Redwitz gegeben, aufgeführt von Ravensburger Theaterfreunden unter der Leitung von Otto Merz. Am darauffolgenden Sonntag sang der Liederkranz Mendelssohns Oratorium Elias.
Julius Spohn ergriff nach der Eröffnung wiederum die Initiative und gründete die Konzerthaus-Kommission, die den laufenden Veranstaltungsbetrieb organisierte. 1898 spielten auswärtige Ensembles schon 50 Vorstellungen, zu denen Zuschauer auch aus benachbarten Städten und sogar aus der Schweiz anreisten. Neben Schauspielen, Operetten und Opern standen auf dem Spielplan Konzerte der Kapelle des Weingartener Infanterie-Regiments Nr. 124, die auch für die Bühnenmusik bei Gastspielen zuständig war.
Nach dem Brand des Stuttgarter Hoftheaters 1902 versuchte dessen Intendant Joachim Gans zu Putlitz, der bereits als Ehrengast zur Eröffnung des Konzerthauses angereist war, kleinere Bühnen auch in der Provinz zu bespielen. So führte die Hoftheatertruppe zwischen 1903 und 1910 39 Opern und Schauspiele im Konzerthaus Ravensburg auf. Solche Gastspiele mit bis zu 150 Mitwirkenden waren in dem kleinen Haus nicht wirtschaftlich zu gestalten, so dass immer wieder städtische Subventionen und private Stiftungen für den Weiterbetrieb sorgen mussten. 1907 fiel den Stuttgarter Gästen bei einer Opernaufführung, bei der auch der Liederkranz Ravensburg mitwirkte, die schöne Tenorstimme des Chormitglieds Karl Erb auf, der daraufhin in Stuttgart, Lübeck und München eine glanzvolle Karriere als Operntenor machte.
Das Ravensburger Rutentheater spielte schon ab 1898 im Konzerthaus; auch den Trommlerbällen am Rutenfest gab das Haus bis 1969 einen festlichen Rahmen.
Da Ravensburg mit der Eisenbahn gut zu erreichen war, sich um 1900 als „schwäbisches Nürnberg“ auch touristisch zu vermarkten wusste und eine gut ausgebaute Hotellerie besaß, konnte die Stadt schon früh auch Kongresse und Versammlungen mit überregionaler Ausstrahlung in das Konzerthaus locken, darunter mehrfach die Jahrestagungen der Görres-Gesellschaft. Auch lokale politische Veranstaltungen nutzten immer wieder das Konzerthaus, darunter eine Versammlung von Gegnern der revolutionären Arbeiter- und Soldatenräte im November 1918 oder ab 1933 feierliche Verpflichtungen der Jugend in die nationalsozialistischen Jugendorganisationen.
In der unmittelbaren Nachkriegszeit organisierte die französische Besatzungsmacht von 1945 bis 1948 ein vielfältiges Theater- und Konzertprogramm für französische Soldaten und die deutsche Bevölkerung, zu dem allein 1946 über 100 Veranstaltungen im Konzerthaus gehörten.
1957 war das Konzerthaus Schauplatz eines bundesweit beachteten Skandals, als der Schlagersänger Vico Torriani von etwa 50 Gymnasiasten durch Pfiffe, Tomatenwürfe, Stinkbomben und den Sprechchor „Schmalz, Schmalz“ am Singen gehindert wurde. Die Gruppe wollte mit dieser geplanten Aktion gegen die als „schmalzig“ und „verdummend“ empfundene Schlagermusik der 1950er Jahre protestieren. Einige der Schüler wurden später zu Geldstrafen verurteilt. Die öffentliche Meinung war geteilt: Einerseits schämten sich Leserbriefschreiber in der lokalen Zeitung für die Jugendlichen, andererseits wurde die Aktion als befreiend empfunden.
Von 1984 bis 2005 präsentierte die Musikschule Ravensburg im Konzerthaus im Abstand von etwa zwei Jahren eigene Opernproduktionen unter der Leitung von Lutz Eistert. In diesen Aufführungen spielten die später international erfolgreichen Ravensburger Sänger Manuela Uhl und Michael Kupfer ihre ersten Opernrollen.

### Heutige Nutzung
Das Kulturamt der Stadt Ravensburg nutzt das Konzerthaus als Bespieltheater für Gastspiele von Landesbühnen und Tourneetheatern, für klassische Orchesterkonzerte des Münchener Kammerorchesters und andere Konzerte im Rahmen des städtischen Theater- und Konzertabonnements.
Es ist zudem regelmäßige Spielstätte des traditionellen Ravensburger Rutentheaters, eines Laientheaters von Kindern und Jugendlichen zum jährlichen Rutenfest, sowie des Stadtorchesters Ravensburg (eines sinfonischen Blasorchesters), des Jugendsinfonieorchesters der Musikschule Ravensburg, des Vereins Jazztime Ravensburg, des kabarettistischen Karnevalsvereins „Milka“ und anderer lokaler Kulturträger.
Auch kommerzielle Veranstalter mieten das Gebäude für Theateraufführungen und Konzerte, kleinere Kongresse und Ausstellungen.

## Historische Bühnenausstattung

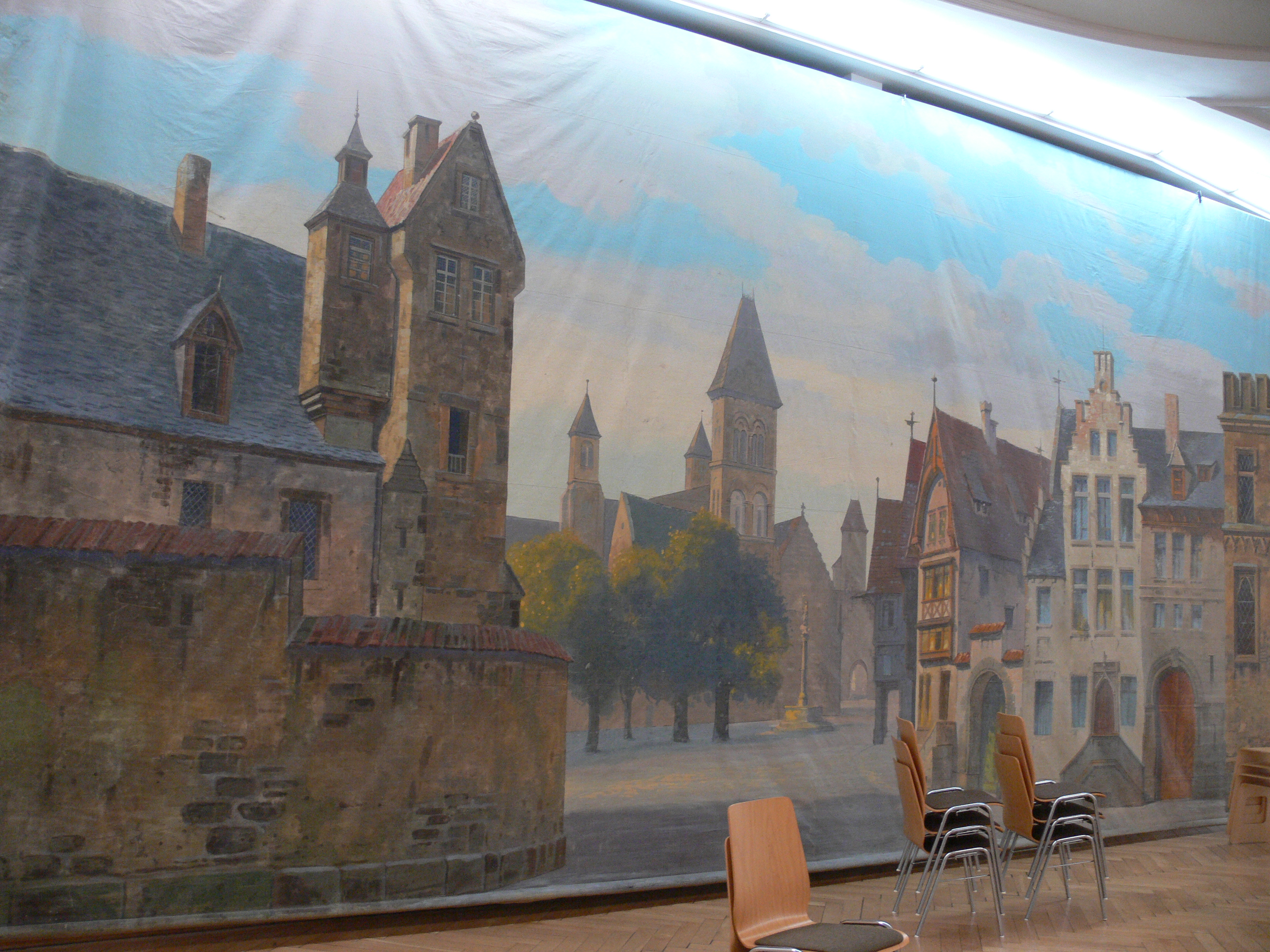
Einer der historischen Bühnenprospekte bei einer musealen Ausstellung 2008

Das Konzerthaus besitzt einen großen Bestand von Theaterkulissen des Stuttgarter Malers Wilhelm Plappert, die für die Gastspiele des Stuttgarter Hoftheaters in den Jahren 1903–1910 angeschafft wurden. Im Einzelnen handelt es sich um 70 großformatige Rückprospekte, 35 Kulissenbögen, 11 Soffitenstücke und 145 Vorsatzstücke. Die Sammlung stellt nach der des Theatermuseums Meiningen den größten Bestand an historischer Theatermalerei in Deutschland dar und den einzigen größeren Bestand aus der Zeit der Jahrhundertwende bis zum Ersten Weltkrieg.
Aufbewahrt werden die Bühnenbilder im ehemaligen theatereigenen Maschinenhaus hinter dem Konzerthaus, das nach dem Anschluss an das örtliche Stromnetz 1907 nicht mehr benötigt wurde, um ein Geschoss aufgestockt wurde und seither als Kulissenlager dient. Aus Brandschutzgründen dürfen die Dekorationen seit Anfang der 2000er Jahre nicht mehr auf der Bühne eingesetzt werden; vorher wurden sie noch hin und wieder für das Rutentheater und die Opernproduktionen der Musikschule benutzt. Der künstlerische und theaterwissenschaftliche Wert der Prospekte blieb über Jahrzehnte unerkannt. 1984 machte Stadtarchivar Peter Eitel ohne nennenswerte Reaktion der Öffentlichkeit auf die Kulissen aufmerksam. Als das ehemalige Maschinenhaus 2007 umgebaut werden sollte, stellte das Landesdenkmalamt Baden-Württemberg ausdrücklich fest, dass die Bühnenbilder als Zubehör zusammen mit dem Konzerthaus unter Denkmalschutz stehen. Bei einer genaueren Überprüfung des Bestands 2011 zeigten sich die Denkmalpfleger begeistert. Stadt und Land ließen danach mit Hilfe eines Zuschusses der Deutschen Stiftung Denkmalschutz den gesamten Bestand restaurieren. Er sollte später auch der Öffentlichkeit zugänglich gemacht werden. Bei einer Produktion der Händel-Oper Giulio Cesare wurden im März 2013 Fotos der alten Bühnenbilder als Projektionen gezeigt; auch wurden zwei originale Versatzstücke mit ägyptischen Motiven auf der Bühne des Konzerthauses eingesetzt. Zum Abschluss der Restaurierungsarbeiten wurden 2024 einzelne Kulissenteile und andere Ausstellungsstücke zur Geschichte des Konzerthauses in einer Sonderausstellung im Museum Humpis-Quartier präsentiert; auch ein ausführlicher bebilderter Katalog der vorhandenen Bühnenbilder erschien.
Neben den Kulissen besitzt das Konzerthaus weitere historische bühnentechnische Ausstattungsstücke, darunter je eine funktionsfähige mechanische Wind-, Regen- und Donnermaschine aus der Bauzeit. Eine bühnentechnische Rarität ist inzwischen der im Konzerthaus erhaltene „Einschlagkasten“ für besonders realistische Donnerklänge. Es handelt sich um einen eigens neben der Bühnenseitenwand eingebauten kaminartigen Schacht, der mehrere versetzte Absätze enthält. Von oben lässt man durch eine Vorrichtung Eisenkugeln in diesen Schacht fallen, die dann beim Aufschlagen an den Absätzen Donnerklänge erzeugen. Auch ein Pani-Projektorensystem aus der zweiten Hälfte des 20. Jahrhunderts ist noch vorhanden, wird aber wie die genannten Klangerzeuger nicht mehr im Theaterbetrieb verwendet.